# Fátima Pinto
Fátima Alexandra Figueira Pinto (* 16. Januar 1996 in Funchal) ist eine portugiesische Fußballspielerin. Sie spielt ab der Saison 2025/26 für Racing Straßburg und spielte 2013 erstmals für die portugiesische Nationalmannschaft.

## Karriere

### Vereine
Fátima Pinto begann im Alter von sieben Jahren in einer Jungenmannschaft mit dem Fußballspielen. Im Jahr 2011 begann sie im Alter von 13 Jahren ihre Karriere bei der Frauenmannschaft von Grupo Desportivo APEL in ihrer Geburtsstadt Funchal. 2013 wechselte sie zu Atlético Ouriense in den Campeonato Nacional de Futebol Feminino. Mit dem Verein gewann sie in der Saison 2013/14 die Meisterschaft. Anschließend wechselte Pinto nach Spanien zu Santa Teresa CD in die Primera División. Nach zwei Spielzeiten kehrte sie nach Portugal zurück, um für Sporting Lissabon zu spielen. Mit dem Verein gewann sie in der Saison 2016/17 erneut die Meisterschaft. Am 19. März 2018 wurde Pinto im Rahmen der Gala Quinas de Ouro des portugiesischen Fußballverbands zu den elf besten Spielerinnen in der portugiesischen Frauenliga gezählt. Im Sommer 2022 wechselte sie zum spanischen Verein Deportivo Alavés Gloriosas.
Zur Saison 2025/26 wechselt sie nach Frankreich zu Racing Straßburg.

### Nationalmannschaft
Ihr erstes Spiel für die U19-Mannschaft bestritt Pinto am 2. Juli 2012 bei der Europameisterschaft 2012 im Spiel gegen die Türkei. Bei dem Turnier gelang es Portugal erstmals, das Halbfinale zu erreichen. Auch bei der Qualifikation zur U-19-Fußball-Europameisterschaft der Frauen 2013 und der Qualifikation zur U-19-Fußball-Europameisterschaft der Frauen 2015 kam sie zum Einsatz. Am 9. April 2015 absolvierte sie gegen die Türkei ihr letztes Spiel für die U-19-Mannschaft. Insgesamt kam sie in 25 Spielen zum Einsatz und erzielte vier Tore.
Am 26. Oktober 2013 kam Pinto bei einem Spiel gegen die Niederlande im Rahmen der Qualifikation zur Fußball-Weltmeisterschaft 2015 erstmals für die portugiesische Nationalmannschaft zum Einsatz. Am 6. Juli 2017 gab Francisco Neto bekannt, dass sie Teil des Kaders für die Fußball-Europameisterschaft der Frauen 2017 ist. Zum Einsatz kam sie beim Turnier letztlich nicht. Bei der Fußball-Europameisterschaft der Frauen 2022 spielte sie in allen drei Gruppenspielen, wurde allerdings stets erst im Laufe des Spiels eingewechselt.
Am 30. Mai 2023 wurde sie für die WM-Endrunde nominiert. Sie wurde nur im ersten Gruppenspiel, der 0:1-Niederlage gegen die Niederlande eingesetzt und schied mit ihrer Mannschaft als Gruppendritte aus. Immerhin konnten sie gegen Titelverteidiger USA ein torloses Remis erreichen, womit sie nach zehn Niederlagen erstmals nicht gegen die USA verloren.
Am 24. Juni 2025 wurde sie für die EM-Endrunde 2025 nominiert. Sie bestritt alle Gruppenspiele ihrer Mannschaft über die volle Distanz, schied aber nach den Gruppenspielen mit ihrer Mannschaft aus.

## Erfolge
- Portugiesische Meisterschaft: 2017, 2018
- Portugiesischer Pokal: 2017, 2018
- Portugiesischer Supercup: 2017, 2021